# 横突棘筋
横突棘筋（おうとつきょくきん、英語: transversospinales muscles）は、長背筋のうち、脊柱の最深層に位置する筋肉である。いわゆるインナーマッスルの1つ。横突棘筋のうち、上側の筋群を半棘筋、中間の筋群を多裂筋、下側の筋群を回旋筋とよぶ。名前の通り、腰椎横突起から頚椎棘突起までをつないでいる。